# (38260) 1999 RK15
1999 RK15 (asteroide 38260) é um asteroide da cintura principal. Possui uma excentricidade de 0.16998830 e uma inclinação de 6.73458º.
Este asteroide foi descoberto no dia 7 de setembro de 1999 por LINEAR em Socorro.